# Estación de Santa Eulàlia
Santa Eulàlia es una estación de la línea 1 del Metro de Barcelona semisubterránea situada al lado de la calle Santiago Ramón y Cajal en Hospitalet de Llobregat.
La antigua estación se inauguró en 1932 a unos metros de la actual con el nombre de Bordeta Cocheras, ya que al lado están la cocheras de Santa Eulàlia, como parte del Ferrocarril Metropolitano Transversal (o simplemente Metro Transversal). Posteriormente entre 1980 y 1983 se cerró para poder hacer la nueva estación que permitiera el prolongamiento de la entonces Línea I hacia Hospitalet de Llobregat. En 1983 con la inauguración del tramo Bordeta-Torrassa pasó a ser una estación de la línea 1 y cambió su nombre por el actual de Santa Eulàlia.
| << cabecera           | < estación | línea | estación > | cabecera >> |
| --------------------- | ---------- | ----- | ---------- | ----------- |
| Metro                 |            |       |            |             |
| Hospital de Bellvitge | Torrassa   |       | Mercat Nou | Fondo       |

- Datos: Q2035804
- Multimedia: Santa Eulàlia metrostation / Q2035804